# Sub poena
Sub poena è un'espressione di origine latina, ma usata nel diritto anglosassone, per designare il diritto di un organismo statuale (in genere un giudice) di costringere la testimonianza di un teste o la produzione di elementi di prova con l'avviso che il mancato rispetto comporta una sanzione.

## Tipologie
Ci sono due tipi di citazione in giudizio:
- sub poena ad testificandum - ordine di comparizione di una persona a testimoniare davanti all'autorità in base all'ordine o in alternativa la pena da subire. Nel diritto statunitense la testimonianza può essere resa anche per telefono.
- sub poena duces tecum - ordine di produzione di oggetti o documenti, sempre con l'indicazione in alternativa della pena da subire. Il caso più frequente è quello di documenti su richiesta di parte oppure d'ufficio.

## Etimologia
Il medio inglese usava il termine suppenna chiaramente derivato dalla frase latina sub poena. Nel Regno Unito si usa la grafia subpoena come parola unica e negli Stati Uniti il dittongo oe si semplifica e la grafia usata è pertanto subpena.
L'origine dell'istituto si rinviene nel common law, ed ora è usato in tutti i paesi che seguono la legislazione anglosassone. Tuttavia in Inghilterra e Galles, nell'ambito della sostituzione degli antichi termini latini o arcaici con l'inglese corrente, l'espressione usata è ora witness summons.

## La citazione in giudizio
Le citazioni in giudizio sono generalmente emesse dalla cancelleria del tribunale in nome del giudice che presiede il caso. Inoltre, di regola il giudice può permettere agli avvocati di emettere mandati di comparizione loro stessi nella loro qualità di ufficiali della corte.
Di solito le citazioni sono rilasciate "in bianco" ed è responsabilità del legale che rappresenta la parte attrice o convenuta di effettuare la citazione come testimone oppure l'ordine di esibizione.
La citazione in giudizio di solito è sulla carta intestata del tribunale in cui è incardinato il caso, il nome delle parti in causa, e il nome della persona la cui testimonianza viene richiesta.
Conterrà l'espressione "Con la presente viene comandato di presentarsi personalmente alla cancelleria di questa corte" o simili, e l'indicazione della posizione specifica, data e ora della comparizione. Alcune giurisdizioni includono un'indicazione dell'argomento della testimonianza e la sanzione penale per il mancato rispetto di un mandato di comparizione, e ricordando al soggetto di non lasciare l'edificio della corte fino a che non sia congedato da un'autorità competente. In alcune situazioni la persona riceve una remunerazione.
Qualora la parte in causa agisca senza avvocato ma rappresenti se stesso, a differenza di quanto avviene in presenza di un difensore, dovrà chiedere ad un dipendente del Tribunale di rilasciare loro ufficialmente la citazione in giudizio.

## Ordine di esibizione nei confronti di un terzo
La procedura di citazione in giudizio viene utilizzata anche per obbligare un soggetto terzo a produrre documentazione relativa ad un caso giudiziario.
Ad esempio la vittima di uno scippo potrebbe richiedere a una banca di fornire la videoregistrazione delle telecamere di sicurezza poste nelle vicinanze, o in un caso di 'stalking' la parte lesa potrebbe richiedere al fornitore di servizi telefonici il tracciato delle chiamate, con orari e numeri di origine.
Negli Stati Uniti d'America il requisito imposto dal Quarto Emendamento, di una descrizione preventiva e specifica del mezzo di prova richiesto, è giudicato "considerevolmente rilassato" nel caso del subpena duces tecum, per il quale la Corte suprema si limita a richiedere che la ricerca non sia indefinitamente ampia e che non sovraccarichi di un fardello eccessivo il privato destinatario dell'ordine.
Gli utenti di servizi informatici di aziende con sede principale negli Stati Uniti (ad esempio, social network), dove ci sono molti vincoli sulla diffusione di dati personali, devono attivare questo tipo di procedura per poter ottenere informazioni su eventi e accessi legati al proprio profilo utente.
Nel diritto processuale italiano l'art. 211 c.p.c. si occupa specificamente dell'ordine di esibizione nei confronti di un terzo, prevedendo che in tal caso il giudice istruttore debba cercare di conciliare nel miglior modo possibile l'interesse della giustizia col riguardo dovuto ai diritti del terzo, evitando che il 'testimone' subisca un grave danno dall'esibizione o sia costretto a violare un segreto legalmente protetto.